# Guirnalda de Julia
La Guirnalda de Julia es un célebre manuscrito poético francés del siglo XVII.
Hacia mediados de siglo, el salón de Catherine de Vivonne, marquesa de Rambouillet era lugar de reunión de numerosos aristócratas, escritores y abogados célebres. Uno de ellos, el duque de Montausier, estaba enamorado de Julie d'Angennes, llamada "la incomparable Julia", hija del marqués y de la marquesa de Rambouillet.
Al querer Montausier, para fascinarla, hacerle un regalo que se saliera de lo común, solicitó a los habituales del salón de su madre, entre los que estaban Georges de Scudéry, Desmarets de Saint-Sorlin, Conrart, Chapelain, Racan, Tallemant des Réaux, Robert Arnauld d'Andilly, el marqués de Pomponne, Claude de Malleville, Philippe Habert, Antoine Gombaud, chevalier de Méré y Antoine Godeau, obispo de Grasse, conocido como el enano de la Princesa Julia, y quizás (probablemente) Pierre Corneille, que escribiesen madrigales en los que se ensalzara la figura de Julia.
El texto de un total de sesenta y uno madrigales fue caligrafiado por Nicolas Jarry y la flor (veintinueve de ellas) citada en cada poema pintada por Nicolas Robert. El resultado fue uno de los manuscritos más extraordinarios del siglo y uno de los momentos culminantes del Preciosismo.
El duque de Montausier se lo regaló en 1641 a Julie d’Angennes, que se casó con él cuatro años después. Desde 1989, cuando lo compró, el manuscrito se conserva en el departamento de manuscritos de la Biblioteca nacional de Francia.
La Guirnalda de Julia se publicó por primera vez en 1729, pero algunos de los poemas ya habían aparecido en diferentes recopilaciones.
- Datos: Q1133957
- Multimedia: La guirlande de Julie / Q1133957